# Steneattus
Steneattus Bronn, 1856 è un genere di ragni fossili appartenente alla famiglia Salticidae.

## Caratteristiche
Gli esemplari finora raccolti risalgono tutti all'Oligocene.

## Distribuzione
L'unica specie oggi nota di questo genere è stata rinvenuta in alcune ambre baltiche.

## Tassonomia
A giugno 2011, questo genere fossile comprende una specie:
- Steneattus promissa (C.L.Koch & Berendt, 1854)[2] - ambra baltica